# イソフェルラ酸
イソフェルラ酸はヒドロキシケイ皮酸の誘導体の一つで、フェルラ酸の異性体である。ケイ皮酸の3位にヒドロキシ基、4位にメトキシ基を持つことから、3-ヒドロキシ-4-メトキシケイ皮酸とも呼ばれる。フェルラ酸は、3位と4位の配置が本物質とは逆になる。本物質はヘスペレチン酸の別名も持つ。

## 自然界での存在
生薬としても使われる、キキョウ科のミゾカクシに含まれる。中国河南省のプロポリスの分析ではシナピン酸、イソフェルラ酸、コーヒー酸、クリシンが検出された。このうちシナピン酸・イソフェルラ酸・コーヒー酸は抗菌特性を持つ。パイナップルの果肉にも含まれる。

## 応用
チロシナーゼ阻害活性および活性酸素消去効果が見られ、美白効果が考えられる。